# The Man Who Knew Infinity
Pour le film tiré du livre, voir L'Homme qui défiait l'infini.
The Man Who Knew Infinity: A Life of the Genius Ramanujan est une biographie du mathématicien indien Srinivasa Ramanujan, écrite en 1991 par Robert Kanigel et publiée par Washington Square Press. Elle fournit un récit détaillé de son enfance et de ses études en Inde, de ses découvertes mathématiques, et de sa collaboration avec le mathématicien anglais Godfrey Harold Hardy, dont le livre retrace également la vie, ainsi que la vie académique de l'université de Cambridge au début du vingtième siècle.

## Adaptation cinématographique
Un film portant le même titre (traduit en français par L'Homme qui défiait l'infini) a été tourné par Matt Brown. Ramanujan y est interprété par Dev Patel, Hardy par Jeremy Irons, et Devika Bhise (en) joue la femme de Ramanujan,. Le tournage commença en août 2014 au Trinity College (Cambridge).